# 上海市人民政府驻新疆办事处
上海市人民政府驻新疆办事处，简称上海驻疆办，是上海市人民政府派驻新疆维吾尔族自治区的常设办事机构，归口上海市人民政府办公厅管理，是上海市加强同新疆之间政治、经济、科技交流协作的重要渠道，办事处下设秘书处、业务处、两个职能部门，机关办公地点为新疆乌鲁木齐市南湖南路145号。

## 历史沿革
2005年8月3日，上海市人民政府驻新疆办事处揭牌正式成立。时任新疆维吾尔自治区政府主席司马义·铁力瓦尔地和上海市委副书记刘云耕为上海市政府驻新疆办事处揭牌。

## 联系区域
目前，上海市人民政府驻新疆办事处负责联系新疆维吾尔自治区，联系上海与新疆维吾尔自治区在社会、经济、文化等方面的合作交流，做好上海与新疆喀什地区的对口支援的服务工作。

## 组织结构

### 内设机构
- 秘书处
- 业务处